# 山村良勝
山村 良勝（やまむら よしかつ/たかかつ）は、安土桃山時代から江戸時代前期にかけての国衆。
当初は木曾氏、後に徳川氏の家臣。信濃国妻籠城主。山村甚兵衛家の初代。

## 生涯
永禄6年（1563年）、山村良候の子として生まれる。
祖父・良利と、父・良候は木曾義昌の家臣であったが、元亀3年（1572年）の武田信玄の西上作戦において飛騨調略を成功させ、信玄から直接、美濃国恵那郡安弘見郷で3百貫、千旦林村、茄子川村の両地でさらに3百貫を与えられた。

### 妻籠城の戦いで徳川方と戦う
天正12年（1584年）3月、徳川家康と羽柴秀吉の間で小牧・長久手の戦いが起こると木曾義昌は秀吉に恭順した。
このため同9月、徳川家康は菅沼定利、保科正直、諏訪頼忠に良勝が守る妻籠城を攻めさせたが、良勝はこれを撃退した。(妻籠城の戦い)

### 木曾氏に従い下総に移る
しかし、秀吉と家康の講和により､木曾義昌は家康の傘下に入れられたため、
天正18年（1590年）、家康の関東移封に伴つて下総国の網戸(阿知戸)に移封することとなり、木曾義昌は、同年下総国三川村に到着、東園寺に居住し、芦戸地域を整備し、
天正19年（1591年）3月、芦戸城（阿知戸）に入った。12月には、山村氏・千村氏・馬場氏ら木曾氏の重臣も移住し、芦戸城の東南には山村良勝の屋敷が、西南には千村良重と馬場昌次の屋敷が配置され、城の南には市場を開けるように町作りが計画された。
木曾の地は太閤蔵入地となり、尾張犬山城主の石川貞清が代官を兼ねて支配した。
山村氏ら木曾氏の家臣達は、木曾義昌の没後はその子・木曾義利に仕えた。
しかし慶長5年（1600年）、木曾義利が、叔父の上松義豊を惨殺するなどの不行状により、木曾氏が家康から改易されると山村氏・千村氏・馬場氏は浪人となり、下総の佐倉で暮らした。

### 関ヶ原の戦いの前に徳川方に加わる
徳川家康は、関ヶ原の戦いに先立って、浪人となっていた山村良勝・千村良重・馬場昌次を召し出して、木曾氏の旧領地を与えることを示したうえで、木曽谷を西軍の石川貞清から奪還するように命じた。
慶長5年（1600年）山村良勝・千村良重・馬場昌次は小山評定に参加し東軍に加わり、中山道の先導役を務めることとなった。
山村良勝と千村良重は、下野の小山で東軍に加わり中山道を先導する時には、数十人に過ぎなかったので、木曾義利が改易された後に甲斐と信濃に潜んでいた木曾氏の遺臣に檄を飛ばして東軍に加わるよう呼びかけた。
塩尻にて松本城主石川康長の許にあった良勝の弟の山村八郎右衛門が加わり、甲斐の浅野長政の許にいた良勝の弟の山村清兵衛が馳せつけた。
8月12日に石川貞清の家臣となって贄川の砦の中に居た千村次郎右衛門・原図書助・三尾将監長次を内応させて砦を突破し、豊臣方に抑えられていた木曽谷全域を奪還して妻籠城に入って城を修築した。
この時に家康の意を受けた大久保長安より、遠山友忠・遠山利景らと共に東美濃を攻略するよう軍令状が届いた。
そのため美濃国に向けて、遠山友忠や遠山利景らと共に進軍し、苗木城・岩村城から西軍を追い出して戦功を挙げた。(東濃の戦い)。
なお、この山村良勝などの木曾衆による木曽谷の奪還のおり、木曽に居た父の良候(道祐)はどうなっていたかというと家康方に通ずることを恐れた西軍の石川貞清(備前守光吉)によって尾張国の犬山城に招かれそのまま留置されていたが、木曾衆が立つという報を聞き、犬山城を脱出し錦織の村井孫右衛門らに守られ中津川に来て、木曽から攻めてきた良勝と落合十曲峠で出会い親子対面したという。

### 江戸幕府の旗本(交代寄合)となる
山村良勝は、山村宗家として美濃国の恵那郡・土岐郡・可児郡における中山道沿いの村々4,600石を知行地として給され、父の山村道祐良候には隠居料として1,300石が給されたため、山村甚兵衛家の知行地は5,900石(後に5,700石)となった 
。
木曽福島の山村代官屋敷を拠点として木曽全域の支配を任され、幕府管轄の福島関所の管理も行った。
また江戸幕府の交代寄合となり格柳の間詰、江戸の金杉に屋敷を与えられ、尾張藩からも大年寄として名古屋に屋敷を与えられた。
慶長7年（1602年）に父が死去すると、家督を継いで5700石の領主となった。
慶長13年（1608年）、子・良安に家督を譲って隠居する。
慶長18年（1613年）に大久保長安事件が起こると、奉行仲間だった大久保長安の関係者として逮捕されているが、後に許された。
慶長19年（1614年）と、慶長20年（1615年）の大坂の陣には徳川義直に従って両陣とも出陣した。

### 尾張藩の重臣となる
元和元年（1615年）、大坂の陣終結後に江戸城への帰途、名古屋城に立寄った家康は、良勝と千村良重を召し出し、木曽を尾張藩に加封する旨を申し渡した。
木曾全域が尾張藩の所領となったため、良勝は幕府の交代寄合ではなくなったが、千村氏、原氏、三尾氏とともに尾張藩で木曾衆と呼ばれた旗本的な立場となった。
元和4年（1618年）家督を譲っていた子の山村良安が、江戸にて出仕中に27歳で死去したため、家督は再び良勝が継ぎ、尾張藩主の徳川義直に再出仕した。その後、家督は次子の山村良豊に継がせた。
寛永11年（1634年）、死去。享年72。
良勝の子孫は、山村甚兵衛家として、良安-良豊-良忠-良景-良及-良啓-良由-良喬-良熙-良棋-良醇と続き、代々尾張藩の重臣として明治維新を迎えた。